# Таня Икономова
Таня Икономова Икономова е българска театрална актриса.

## Биография
Родена е в София на 20 ноември 1920 г. През 1944 г. завършва Държавната театрална школа при Николай Масалитинов и Георги Стаматов. През 1944 – 1945 г. е актриса в Варненски общински театър, а от 1945 до 1969 г. работи в Народния театър. Почива на 5 април 1969 г. в София.

## Роли
Таня Икономова играе множество роли, по-значимите са:
- Мариана – „Тартюф“ от Молиер
- Вена и Драгиева – „Големанов“ от Ст. Л. Костов
- Клара – „Д-р“ от Бранислав Нушич
- Мара Антоновна – „Ревизор“ от Николай Гогол
- Керекова – „Свекърва“ от Антон Страшимиров
- Смелская – „Таланти и поклонници“ от Александър Островски